# كليرليك كابيتال
كليرليك كابيتال جروب، إل بي هي شركة استثمار خاص تأسست في عام 2006، وتركز على قطاعات التكنولوجيا والصناعة والاستهلاك. يقع مقر الشركة الرئيسي في سانتا مونيكا، مع مكاتب تابعة في دالاس ولندن ودبلن. في عام 2022، كانت الشركة جزءًا من تحالف المستثمرين المعروف باسم "بلو كو."، الذي استحوذ على نادي تشيلسي لكرة القدم.
في يونيو 2023 احتلت كليرليك كابيتال المرتبة الرابعة عشرة في تصنيف "PEI 300" لمجلة برايفت إكويتي إنترناشونال لأكبر شركات الاستثمار الخاص في العالم.
الخلفية
تأسست كليرليك كابيتال في عام 2006 على يد ستيفن تشانغ وبهزاد إقبال وخوسيه فيليسيانو. استندت استراتيجية الشركة إلى التنقل بين الاستحواذات والاستثمارات في الأوراق المالية المتعثرة حسب الظروف الاقتصادية. أتاحت هذه الاستراتيجية للشركة استغلال أزمة 2007–2008 الاقتصادية لشراء الأوراق المالية المتعثرة وبيعها لاحقًا بربح بعد التعافي.
في عام 2015، غادر ستيفن تشانغ الشركة، مما ترك إقبال وفيلسيانو كمديرين شريكين.

## التطور
في مايو 2018 باعت كليرليك حصة أقلية تصل إلى 20% من أسهمها إلى شركات ديال كابيتال وبيترشيل بارتنرز ولاندمارك بارتنرز بهدف تمويل إنشاء وحدة ائتمانية. في يونيو 2020، استحوذت كليرليك على الحصة الأكبر في شركة وايت ستار أسيت مانجمنت من باين بروك بورد بارتنرز. وتعمل وايت ستار كمنصة ائتمانية لكليرليك.

### التقنيات الحديثة
أصبحت كليرليك في السنوات الأخيرة أكبر مستخدم "للأسواق الثانوية العامة للأسهم الخاصة التي يقودها الشركاء". وهي تقنية تتضمن إيجاد شركة استثمارية أخرى لشراء حصة كبيرة في أحد استثماراتها الحالية، ثم تقديم خيار للمستثمرين إما بيع حصصهم بقيمة تقييم جديدة أو تحويلها إلى صندوق جديد للاحتفاظ بالاستثمار لبضع سنوات أخرى.
خلال جائحة كوفيد-19 استغلت كليرليك هذه التقنية عندما باعت أسهم شركة البرمجيات لفانتي لشركة تي إيه أسوسايتس في أغسطس 2020 بتقييم 2 مليار دولار مما حقق أرباحًا كبيرة. اختار العديد من المستثمرين الاحتفاظ بحصصهم بدلاً من البيع وفي عام 2021، استثمرت شركة تشارلز بنك كابيتال بارتنرز في لفانتي بتقييم 4 مليارات دولار.

## الصناديق
| الصندوق                      | العام    | رأس المال (مليون دولار أمريكي) |
| ---------------------------- | -------- | ------------------------------ |
| كليرليك كابيتال بارتنرز 1    | غير متاح | غير متاح                       |
| كليرليك كابيتال بارتنرز 2    | 2010     | 410                            |
| كليرليك كابيتال بارتنرز 3    | 2013     | 785                            |
| كليرليك كابيتال بارتنرز 4    | 2015     | 1,380                          |
| كليرليك أوبرتنوتيز بارتنرز   | 2016     | 600                            |
| كليرليك كابيتال بارتنرز 5    | 2018     | 3,600                          |
| كليرليك أوبرتنوتيز بارتنرز 2 | 2019     | 1,400                          |
| كليرليك كابيتال بارتنرز 6    | 2020     | 7,000                          |
| كليرليك أوبرتنوتيز بارتنرز 3 | 2022     | 2,500                          |
| كليرليك كابيتال بارتنرز 7    | 2022     | 14,000                         |

## الصفقات البارزة
في عام 2014 استحوذت شركة كليرليك على شركة أشلي ستيوارت الملابس النسائية (بالإنجليزية:Ashley Stewart) مقابل 18 مليون دولار بعد أن أعلنت الشركة إفلاسها، وفي عام 2016  باعت كليرليك الشركة إلى مجموعة إينفس (بالإنجليزية: Invus Group) بمبلغ تجاوز 140 مليون دولار، بعد إجراء إعادة هيكلة شاملة تضمنت تخفيض التكاليف،
في عام 2015 استحوذت كليرليك على حصة مسيطرة في شركة سينكسورت، وفي العام التالي استحوذت على حصة مستحوذة على الإدارة في شركة Vision Solutions. في عام 2017، باعت كليرليك الشركتين إلى سنتر بريدج بارتنرز مقابل 1.26 مليار دولار وتم دمجهما معًا. أعيدت تسمية الشركة المدمجة إلى بريكسلي في عام 2020. وفي عام 2021، استحوذت كليرليك وTA Associates مرة أخرى على بريكسلي مقابل 3.5 مليار دولار.
في نوفمبر 2020 أعلنت كليرليك أنها ستستحوذ على مجموعة إندورانس الدولية (بالإنجليزية: Endurance International Group) مقابل حوالي 3 مليارات دولار. بعد الاستحواذ، دمجت كليرليك قسم التواجد على الويب الخاص بـإندورانس مع شركة ويب.كوم لتشكيل شركة نيوفولد ديجيتال، وهي شركة رائدة عالميًا في مجال المواقع الإلكترونية وتسجيل أسماء النطاقات.
في أكتوبر 2021 استحوذت كليرليك على شركة البرمجيات المدرجة في بورصة ناسداك كورنرستاند أونديماند مقابل 5.2 مليار دولار وقامت بتحويلها إلى شركة خاصة.
في 30 مايو 2022، قادت كليرليك بالشراكة مع تود بولي مجموعة استثمارية باسم بلوكو للاستحواذ على نادي تشيلسي لكرة القدم مقابل 3 مليارات دولار. تمتلك كليرليك حوالي 60% من النادي وتتشارك السيطرة والإدارة المتساوية مع بويلي.